# Biało-czarna
Biało-czarna – debiutancki album studyjny polskiej grupy muzycznej Kat & Roman Kostrzewski. Wydawnictwo ukazało się 3 kwietnia 2011 roku nakładem wytwórni muzycznej Mystic Production. Nagrania zostały zarejestrowane w rzeszowskim Undergroundsound Studio w 2010 roku. Płyta zadebiutowała na 4. miejscu listy OLiS w Polsce. 

## Lista utworów
Źródło.
1. „Bara” – 7:17
2. „Maryja omen” – 5:17
3. „Szkarłatny wir” – 6:42
4. „Diabelski dom cz. IV” – 7:34
5. „Milczy trup” – 6:20
6. „Wolni od klęczenia” – 3:52
7. „Kupa świąt” – 4:55
8. „Bieluń” – 6:25
9. „Z boskim zyskiem” – 5:35
10. „Kapucyn zamknął drzwi” – 6:07

## Twórcy
Źródło.
Kat & Roman Kostrzewski
- Roman Kostrzewski – wokal prowadzący
- Krzysztof Pistelok – gitara rytmiczna, gitara prowadząca
- Michał Laksa – gitara basowa
- Ireneusz Loth – perkusja

Dodatkowi muzycy
- Piotr Radecki – gitara rytmiczna, gitara prowadząca
- Paweł Pasek – gitara rytmiczna, gitara prowadząca